# مجلس وزراء بولندا
مجلس وزراء بولندا (بالبولندية: Rada Ministrów Rzeczypospolitej Polskiej) هو السلطة التنفيذية في جمهورية بولندا يقع مقره في وارسو، يتألف مجلس الوزراء من رئيس الوزراء، المعروف أيضا باسم رئيس مجلس الوزراء، ونائب رئيس الوزراء، ووزراء آخرين. وترد الاختصاصات والإجراءات الحالية لمجلس الوزراء بين المواد 146 إلى 162 من الدستور.